# Txomin Ziluaga Arrate
Txomin Ziluaga Arrate (Erandio, 1939 - Bilbao, 24 d'octubre de 2012) va ser un polític independentista i socialista basc.
Va participar en la fundació del partit Herri Alderdi Sozialista Iraultzailea (HASI), del qual va arribar a ser secretari general, i en la creació de la coalició Herri Batasuna (HB), de la qual va integrar la seva Mesa Nacional durant anys. Després del seu retir de la primera línia de la política, motivat per la decisió de la direcció d'Euskadi Ta Askatasuna (ETA) de canviar la línia política de HASI, va treballar com a professor de Ciències polítiques a la Universitat Nacional d'Educació a Distància (UNED).

## Joventut

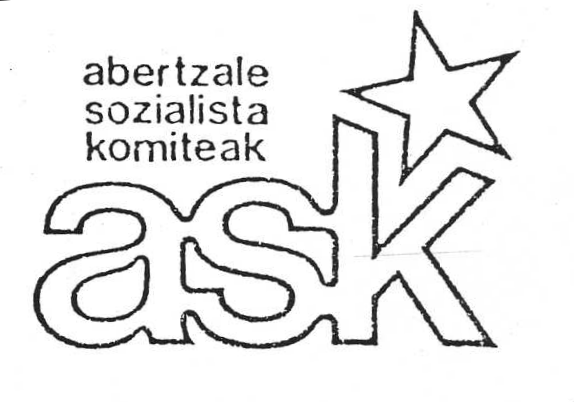
Emblema dels ASK, organització de la qual va formar part després de sortir de presó.

Ziluaga va estudiar Ciències econòmiques a Bilbao i Barcelona, i Ciències polítiques a Madrid. Sent jove, va participar en manifestacions contra la dictadura del general Franco i va simpatitzar amb grups de l'esquerra abertzale. Com a resultat de les seves activitats, el 1969 va ser condemnat per un consell de guerra a quinze anys de presó acusat dels delictes de rebel·lió militar i desacatament a l'autoritat com a conseqüència d'haver format part de l'oficina política d'ETA. Durant la consegüent estada a la presó, va contreure matrimoni amb Izaskun Larreategi, amb qui compartia posicionaments polítics similars.
En sortir de presó el 1976 a conseqüència de l'amnistia decretada a la mort de Francisco Franco va treballar dos anys en el sector de la construcció i es va unir als Abertzale Sozialista Komiteak (ASK) ("Comitès Patriotes Socialistes") una organització de masses de l'esquerra abertzale que treballava amb moviments veïnals i que aviat es va vincular a la Koordinadora Abertzale Sozialista (KAS).
El 3 de juliol de 1977 va participar en la fundació del partit comunista i independentista basc HASI, membre des del seu inici de la KAS, en que la seva primera executiva va ser responsable de relacions exteriors. Allà va desenvolupar, al costat de la seva esposa, una important tasca d'establiment de relacions amb el Front Sandinista d'Alliberament Nacional, qui aviat assoliria el poder a Nicaragua. També es va ocupar d'incidir, a través dels militants de HASI, en les línies d'actuació dels ASK i del sindicat Langile Abertzaleen Batzordeak (LAB).

## Creació d'Herri Batasuna

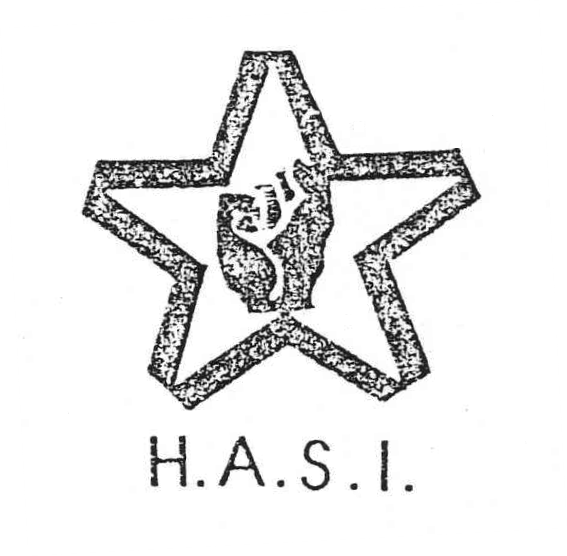
Logotip de HASI. Ziluaga va participar en la fundació del partit i va arribar a ser el seu secretari general.

A partir del 24 d'octubre de 1977, en exercici del seu càrrec, va participar en les converses que HASI va mantenir amb altres partits de l'esquerra nacionalista basca en l'anomenada Mesa d'Altsasu, impulsada pel veterà líder nacionalista Telesforo Monzón. Aquest treball culminaria en un gran triomf de HASI: la creació el 27 d'abril de 1978 d'Herri Batasuna, coalició que englobava a l'esmentat partit, juntament amb el també radical Langile Abertzale Iraultzaileen Alderdia (LAIA) i de més moderats com el Partit Socialista Basc (ESB-PSV) i Acció Nacionalista Basca (EAE-ANV).
El maig de 1978 es va celebrar el 1r Congrés de HASI. Durant aquest, la direcció encapçalada pel secretari general Alberto Figueroa, que era partidària d'estrènyer relacions amb Euskal Iraultzarako Alderdia (EIA), el partit sorgit del desdoblament d'ETA politicomilitar, es va veure desautoritzada per les bases en el que Figueroa i els seus seguidors descriurien després com un cop d'ETA militar. Ziluaga, juntament amb el delegat general del partit, Santiago Brouard, es va alinear amb la nova majoria i va obtenir el càrrec de secretari general.
Des del seu nou càrrec, Ziluaga va traslladar amb èxit les directrius d'una KAS cada vegada més controlada per ETA militar a la coalició independentista. També va utilitzar a la militància de HASI (partit encara no legalitzat) per a controlar el sindicat nacionalista LAB i els recursos de l'organització armada per a controlar el diari Egin. Com a resultat dels encerts organitzatius, HB aconseguiria uns excel·lents resultats a les eleccions generals, municipals i a les Juntes Generals de 1979, desbancant al seu gran rival, Euskadiko Ezkerra, del lideratge de l'esquerra abertzale.
El pes de HASI dins d'HB era cada vegada major a causa del suport que rebia d'una ETA militar cada vegada més forta. Amb el suport de la majoria dels militants d'HB no adscrits a cap dels quatre partits, va formar un bloc afí a les consignes transmeses per la KAS. Quan els altres partits van intentar reaccionar contra aquesta situació, el congrés que la minúscula ANB va celebrar el juliol de 1979 va obligar a dimitir al seu secretari general, Valentin Solagaistua, canviant així definitivament la correlació de forces a la coalició en favor de HASI. La pugna se saldaria amb l'abandonament de la coalició dels disconformes ESB-PSV i LAIA, sense que això suposés una gran pèrdua de vots a les eleccions al Parlament Basc de 1980. La tasca de Ziluaga com a secretari general de HASI va ser determinant per a l'èxit de l'estratègia que va suposar el control d'HB pel bloc de la KAS.

## Política institucional

Bandera d'HB. La participació de Ziluaga a la Mesa d'Altsasu va ser determinant per a la creació de la coalició.

Ziluaga va ser triat diputat del Parlament Basc a les eleccions de 1984 en representació de Biscaia, i va obtenir la reelecció a les eleccions de 1986. També va ser elegit diputat al Congrés dels Diputats per Biscaia a les Eleccions generals espanyoles de 1986. No obstant això, la política d'HB de boicotejar aquestes institucions va fer que l'activitat parlamentària de Ziluaga fos més aviat escasa, desenvolupant tota la seva important activitat política al marge de les institucions. Així mateix, la condició de parlamentari li va resultar útil per a beneficiar-se dels privilegis d'immunitat i fur especial. La seva intervenció institucional més coneguda va ser la participació en els Incidents de la Casa de Juntes de Guernica del 4 de febrer de 1981, quan un grup de càrrecs electes d'HB i de LAIA van interrompre el discurs que anava a pronunciar el rei Joan Carles I cantant l'Eusko gudariak, una cançó de combat del nacionalisme basc.

## Pugna pel lideratge
Eliminada l'oposició interna i assegurat el sotmetiment d'HB a les directrius que emanaven de la KAS, el predomini de HASI a la coalició va ser total. A més, la unanimitat existent en el partit es va evidenciar en el seu 2n Congrés, celebrat el setembre de 1983 a Errenteria, que va reelegir-lo com a secretari general. El paper de Ziluaga com a secretari general vertebrador d'HB era fonamental, i la coordinació de HASI amb la KAS quedava assegurada gràcies als excel·lents contactes que el president, Santiago Brouard tenia amb la direcció d'ETA. El tàndem entre tots dos dirigents va funcionar amb gran eficàcia i, anys més tard, el propi Ziluaga declararia en una entrevista que Brouard va ser per a ell com un segon pare. No obstant això, aquesta direcció dual va desaparèixer quan Brouard va ser assassinat per sicaris dels Grups Antiterroristes d'Alliberament (GAL) el novembre de 1984. A partir d'aquest moment, en quedar vacant la presidència, el paper del secretari va adquirir encara major pes.
Tanmateix, potser per l'absència de Brouard, la línia d'actuació de HASI va anar divergint de l'establerta per ETA. Encara que la tensió entre ETA i HASI es va mantenir diversos anys, el 1987 va haver-hi acalorades discussions sobre si l'organització armada havia d'actuar subordinada al partit —com sostenia la direcció d'aquest amb Ziluaga al capdavant— o si era el conjunt de la KAS, controlada per ETA, qui havia d'establir la línia d'actuació. Però el que va deslligar les ires de la direcció d'ETA encapçalada per Josu «Ternera» va ser la crítica que Ziluaga va fer, encara que fos a porta tancada, de l'atemptat de l'Hipercor; i, sobretot, el seu consell que ETA «es prengués unes vacances». En aquest sentit, Ziluaga va fer un vaticini que el temps revelaria correcte: en cas que ETA persistís en aquesta línia d'atemptats, HB acabaria sent il·legalitzada. A instàncies de la direcció d'ETA, el 3r Congrés de HASI celebrat el desembre de 1987 va suprimir el càrrec de secretari general (el que significava el cessament de Ziluaga i la seva sortida de la Mesa Nacional d'HB) i va cessar a diversos dels seus més estrets col·laboradors. Uns mesos més tard, Ziluaga, la seva esposa i altres col·laboradors van ser expulsats del partit; la resta dels seus partidaris, més d'un centenar, es van donar de baixa de HASI, encara que tots van continuar militant a HB.
Com a resultat de l'enfrontament, HASI va perdre importància dins d'HB, i aquesta es va configurar més com un partit polític (cosa que ja era legalment des de la seva inscripció en el registre de partits el 1986). Un nou congrés de HASI celebrat a la fi de 1988, ja sense el sector purgat, va formular diverses acusacions contra Ziluaga i els seus: interpretació desviada de la relació amb ETA, considerar a ETA com un mer aparell militar, intentar substituir a ETA en la direcció de la KAS, treball fraccional, sectarisme i intentar copar el poder a HB. A partir d'allà, el partit va quedar minvat de militància i limitat en la seva capacitat d'actuació, fins al punt que es dissoldria a principis de 1992.

## Ostracisme i reaparició

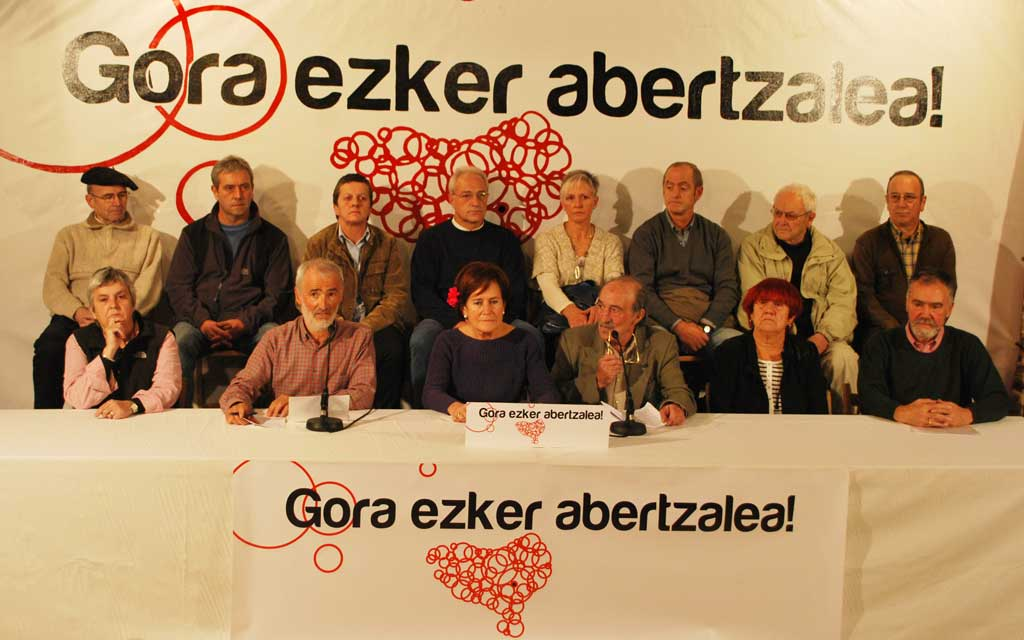
Ziluaga (davant, tercer per la dreta) i altres antics participants en la Mesa d'Altsasu adscrits al Moviment d'Alliberament Nacional Basc en un acte commemoratiu de 2010.

L'animadversió de Josu «Ternera» va comportar que Ziluaga fos apartat de la política activa malgrat continuar sent militant d'HB. Si bé es va mantenir durant uns anys com a càrrec remunerat del partit, el veterà activista va acabar cobrant de la prestació per desocupació. Un cop es va apartar de la política basca, es va establir a Nicaragua gràcies als contactes que la seva esposa mantenia amb el Front Sandinista d'Alliberament Nacional, llavors en el poder. El seu coneixement de la Revolució Sandinista i el fet de disposar de més temps lliure li van permetre cursar un doctorat la tesi del qual va versar sobre la necessitat de substituir la lluita armada per la política. Aquest retir polític es prolongaria durant tota una dècada, si bé no impediria que continués fent comentaris públics. Un d'ells li va costar una condemna de dos mesos d'arrest per dir, en referència als jutges, que «a tot porc li arriba el seu sant Martí».
En ocasió de la treva d'ETA de 1998 després del Pacte de Lizarra va reaparèixer donant suport a les candidatures de l'esquerra abertzale al capdavant del denominat «col·lectiu Santi Brouard», format per antics militants de HASI purgats el 1988. A diferència d'altres antics dirigents d'HB, malgrat haver estat apartat de les tasques dirigents d'aquesta formació, va continuar sent-li fidel, així com ho va ser més tard als partits que van continuar la seva línia política —Batasuna i Sortu— i a les diverses candidatures que el moviment polític va impulsar, com Amaiur.
La il·legalització de Batasuna el 2003 i la consegüent pèrdua d'una organització legal que donés cobertura al moviment polític va propiciar que Ziluaga i altres veterans dirigents fossin rescatats per a realitzar legalment certes convocatòries. Al marge de les tasques de dirigents polítics, també va fer aparicions públiques esporàdiques, com la participació el 26 d'abril de 2008 en un acte celebrat a Durango en commemoració del trentè aniversari de la fundació d'HB, un homenatge a Santiago Brouard i Josu Muguruza celebrat el 5 de juny de 2009 a Bilbao o un missatge polític emès per antics participants a la Mesa d'Altsasu el 29 d'octubre de 2010, als 33 anys del seu inici.
El 2001 va obtenir per oposició una plaça de professor a la Universitat Nacional d'Educació a Distància, on va impartir classes fins al 2010. Va morir el 24 d'octubre de 2012 a conseqüència de les greus lesions ocasionades per una caiguda soferta dos dies abans.

## Homenatge pòstum
El 16 de desembre de 2012, militants de l'esquerra abertzale i de Sortu, en particular, van rendir-li un homenatge al paranimf de la Universitat del País Basc a Bilbao. Entre altres, va participar el que va ser portaveu de Batasuna Arnaldo Otegi, qui va enviar una carta des de la presó de Logronyo en la qual complia condemna. Otegi va posar a Ziluaga com a exemple de militant comunista i abertzale, afirmant també que mai li va sentir «explicitar les seves crítiques en públic si amb això podia danyar a l'esquerra abertzale» i que «no va ser perfecte». Periko Solabarria, company de Ziluaga a HB durant anys, va ser l'encarregat de llegir la carta. Les paraules d'Otegi van tenir gran significat, ja que ell militava a ETA quan aquesta organització va decidir que Ziluaga i els seus companys fossin purgats de HASI.